# Майн-Ла-Мотт (Міссурі)
Майн-Ла-Мотт (англ. Mine La Motte) — переписна місцевість (CDP) в США, в окрузі Медісон штату Міссурі. Населення — 364 особи (2020).

## Географія
Майн-Ла-Мотт розташований за координатами 37°36′51″ пн. ш. 90°17′47″ зх. д. / 37.61417° пн. ш. 90.29639° зх. д. (37.614154, -90.296491).  За даними Бюро перепису населення США в 2010 році переписна місцевість мала площу 8,73 км², з яких 8,47 км² — суходіл та 0,25 км² — водойми.

## Демографія
Згідно з переписом 2010 року, у переписній місцевості мешкало 348 осіб у 139 домогосподарствах у складі 101 родини. Густота населення становила 40 осіб/км².  Було 202 помешкання (23/км²).
Расовий склад населення:
| - 97,7 % — білих - 0,6 % — корінних американців - 1,1 % — осіб інших рас |

До двох чи більше рас належало 0,6 %. Частка іспаномовних становила 1,1 % від усіх жителів.
За віковим діапазоном населення розподілялося таким чином: 21,0 % — особи молодші 18 років, 66,1 % — особи у віці 18—64 років, 12,9 % — особи у віці 65 років та старші. Медіана віку мешканця становила 44,1 року. На 100 осіб жіночої статі у переписній місцевості припадало 95,5 чоловіків;  на 100 жінок у віці від 18 років та старших — 95,0 чоловіків також старших 18 років.
За межею бідності перебувало 9,3 % осіб, у тому числі 0,0 % дітей у віці до 18 років та 15,7 % осіб у віці 65 років та старших.
Цивільне працевлаштоване населення становило 92 особи. Основні галузі зайнятості: публічна адміністрація — 34,8 %, виробництво — 20,7 %, будівництво — 16,3 %, роздрібна торгівля — 12,0 %.